# Moretti Motor Company
Moretti var en italiensk motorcykel- och biltillverkare som verkade i Turin mellan 1925 och 1989.
Giovanni Moretti började bygga motorcyklar och kompletterade senare utbudet med mikrobilar. Efter andra världskriget tillverkade Moretti småbilar, som även var framgångsrika i bilsportens minsta klasser.
Från slutet av 1950-talet övergick man till att bygga specialkarosser på befintliga Fiat-bilar

## Bildgalleri

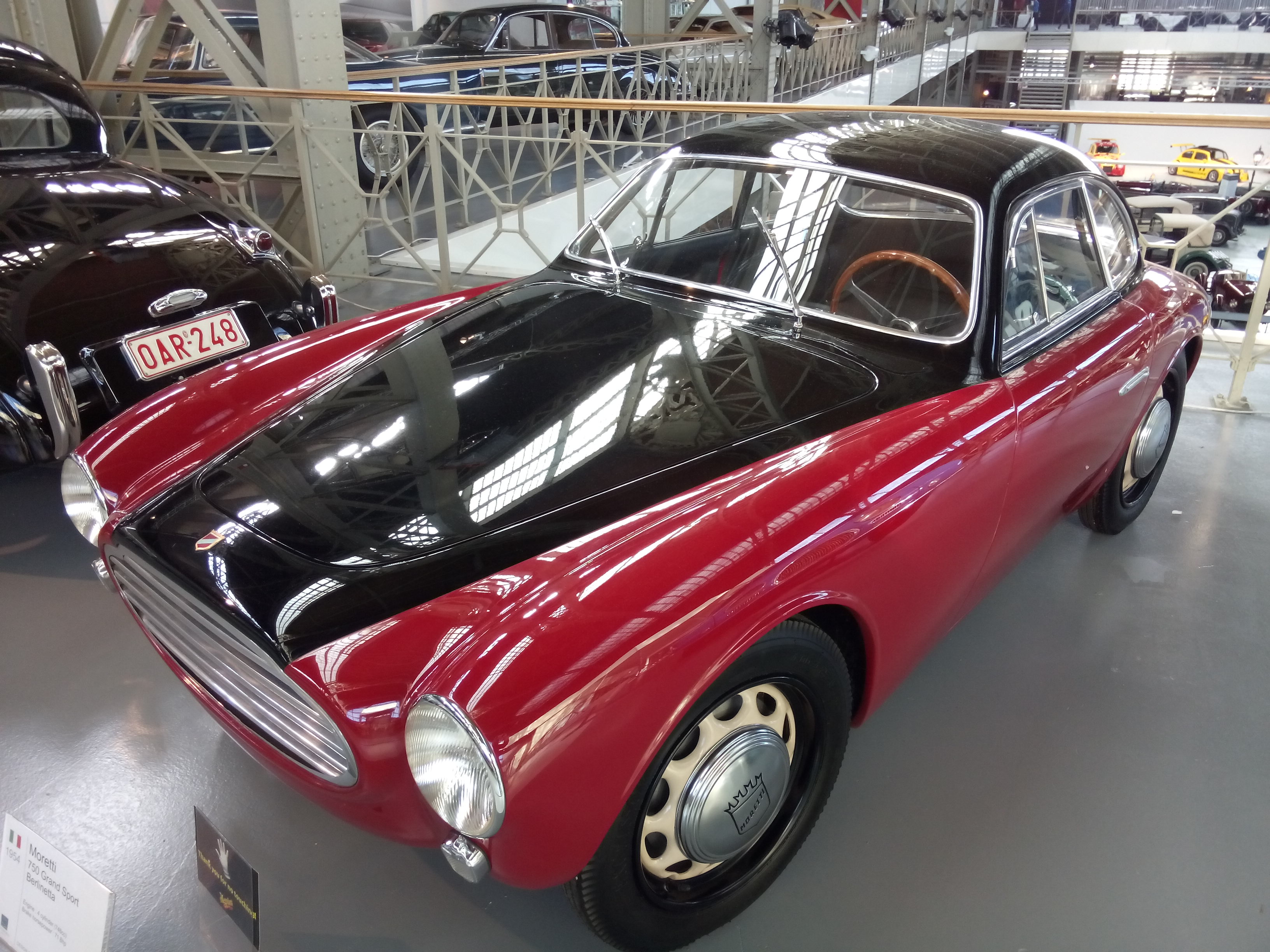
Moretti 750 Grand Sport 1954.
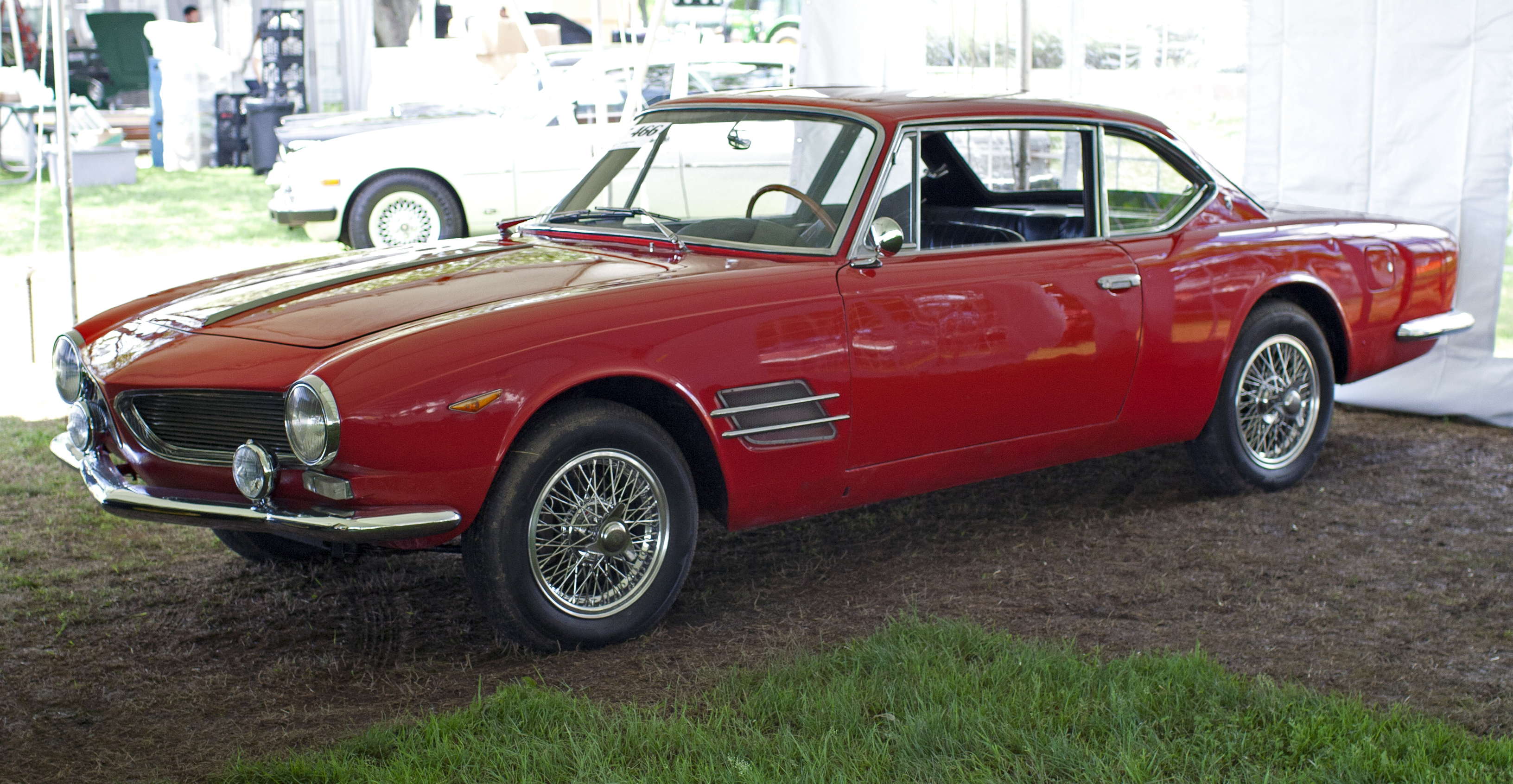
Fiat Moretti 2500 SS 1962.
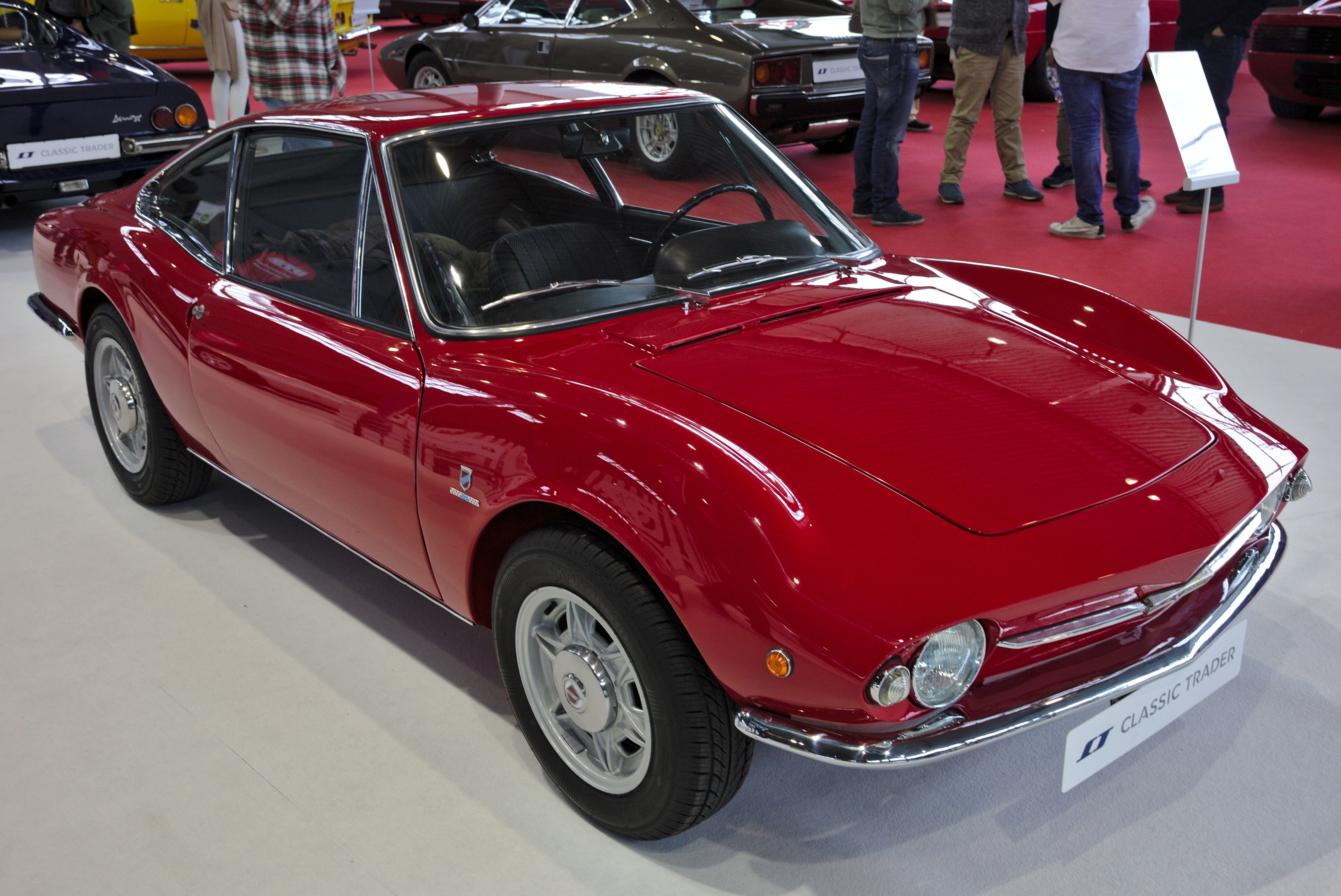
Fiat Moretti 850 Sportiva ca 1970.
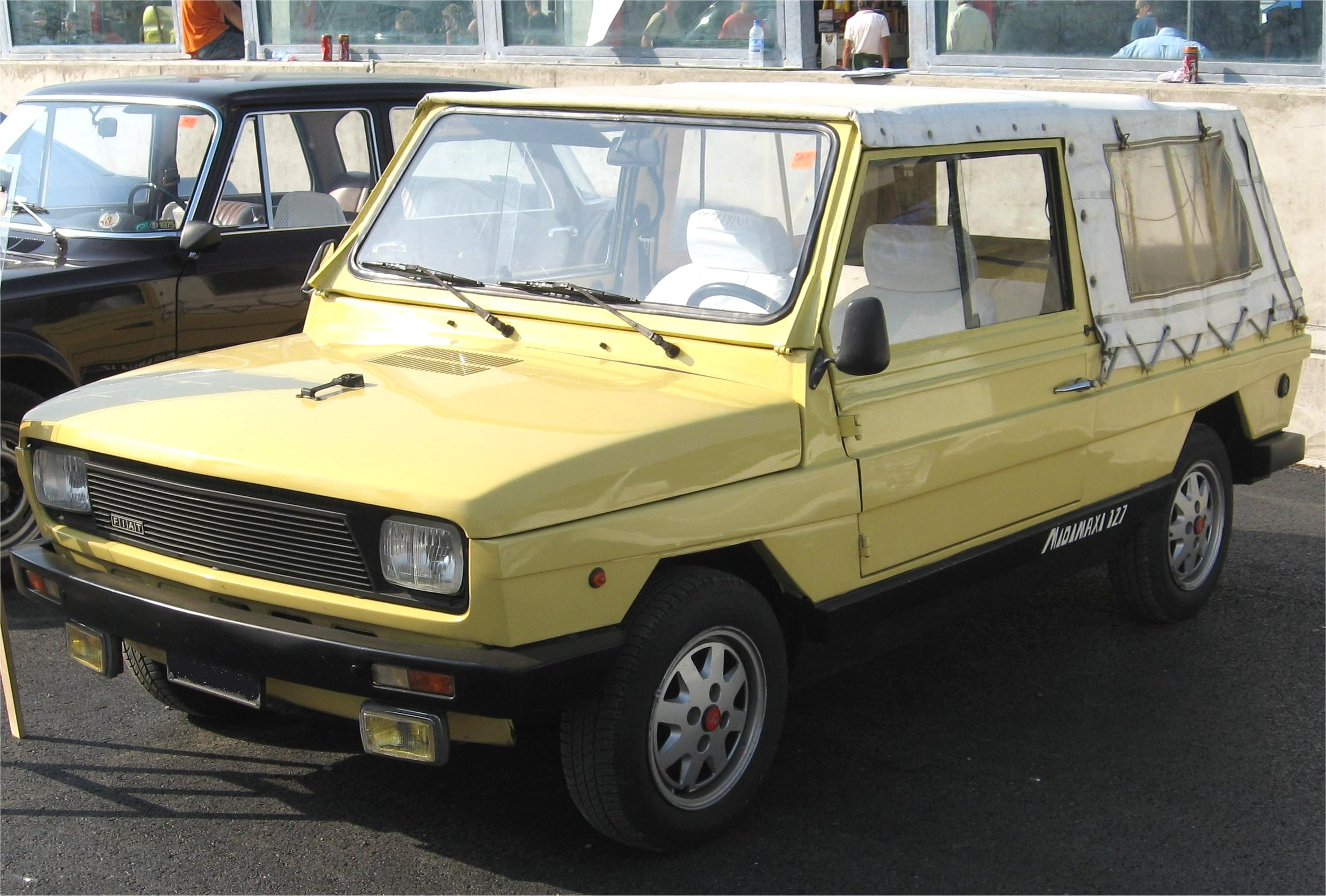
Fiat Moretti 127 Midimaxi 1980.